# Saurauia excelsa
Saurauia excelsa är en tvåhjärtbladig växtart som beskrevs av Carl Ludwig von Willdenow. Saurauia excelsa ingår i släktet Saurauia och familjen Actinidiaceae. Inga underarter finns listade i Catalogue of Life.